# Enlisted (gra komputerowa)
Artykuł ten został zgłoszony do umieszczenia na stronie głównej w rubryce „Czy wiesz”.
Pomóż nam go sprawdzić: oceń zgłoszoną nominację.
Enlisted – darmowa, wieloosobowa, taktyczna strzelanka pierwszoosobowa oparta na dowodzeniu drużyną osadzona w realiach II wojny światowej, wyprodukowana przez Darkflow Software i wydana przez Gaijin Entertainment. Tytuł był dostępny na premierę konsoli Xbox Series X/S początkowo jako tytuł ekskluzywny tylko na tę platformę. 2 marca 2021 roku na PlayStation 5 ruszyła zamknięta beta. 8 kwietnia 2021 roku gra została wydana na PC w ramach otwartych beta testów.

## Rozgrywka
Gra w Enlisted koncentruje się na starciu dwóch drużyn, podczas którego każdy gracz dowodzi oddziałem piechoty lub załogą pojazdu. Gracze kontrolują drużynę składającą się z 3–9 żołnierzy, nawiązującą do prawdziwych, historycznych jednostek wojskowych, takich jak amerykańska 1 Dywizja Piechoty czy nowozelandzka 2 Dywizja). Żołnierze należą do różnych klas, takich jak strzelcy z karabinem powtarzalnym, szturmowcy z pistoletem maszynowym, strzelcy karabinu maszynowego, snajperzy, obsługa moździerza, broni przeciwpancernej lub miotacza ognia; alternatywnie gracze mogą też dowodzić załogą czołgu lub samolotu. Gracze kontrolują jednego z żołnierzy w swoim oddziale i mogą wydawać rozkazy pozostałym lub przełączać się w dowolnym momencie gry pomiędzy postaciami w swoim oddziale, podczas gdy resztą żołnierzy steruje sztuczna inteligencja. Oddziałami, żołnierzami i uzbrojeniem można zarządzać z menu głównego, gdzie gracz może wyposażać i ulepszać oddziały, kupować nowych żołnierzy oraz broń (zarówno za punkty zdobywane w trakcie gry jak i przy pomocy mikropłatności), zmieniać tryby gry i frakcje, a także dostosowywać lub kontrolować kilka innych aspektów gry.
Gracze walczą na dużych mapach opartych na najważniejszych bitwach II wojny światowej na froncie wschodnim i zachodnim, w kampanii północnoafrykańskiej oraz w wojnie na Pacyfiku w bitwach takich jak m.in. obrona Dunkierki, operacja Overlord, ofensywa w Ardenach, bitwa pod Moskwą, bitwa pod Rżewem, kampania tunezyjska, bitwa o Guadalcanal, bitwa o Nową Georgię, kampania na Wyspach Salomona, kampania birmańska i bitwa o Berlin. Gracze są podzieleni na dwie drużyny reprezentujące wojska aliantów i państw Osi. Do wyboru są cztery nacje: Stany Zjednoczone, Związek Radziecki, Niemcy i Japonia. Niektóre frakcje mają również w swoim drzewie mniejsze podfrakcje (Wielka Brytania, Wolna Francja, Australia, Nowa Zelandia i Chiny znajdują się obecnie w drzewie amerykańskim, Włochy i Rumunię podpięto pod drzewo niemieckie). Każda frakcja posiada pięć poziomów rankingu bitewnego (battle rate), różniących się uzbrojeniem, wyposażeniem i innymi statystykami. Gra dobiera graczowi rywala na podstawie jego poziomu rankingu bitewnego: jeśli gracz jest na poziomie I lub II, może grać z graczami na poziomie I, II lub III; gracz na poziomie IV lub V może otrzymać przeciwnika na poziomie III, IV albo V; zaś gracz na poziomie III może wylosować rywala na dowolnym poziomie rankingu bitewnego. Celem gry w Enlisted nie jest jedynie eliminacja żołnierzy przeciwnika, ale też wykonywanie konkretnych wytycznych, często odpowiadających faktycznym celom danej strony w historycznej bitwie.

## Produkcja
Gaijin Entertainment i Darkflow Software po raz pierwszy zapowiedziały grę w 2016 roku jako tytuł finansowany społecznościowo. Zapowiedziano dwie kampanie skupiające się na bitwie o Moskwę i inwazji na Normandię. Gra była reklamowana jako strzelanka pierwszoosobowa tworzona przez fanów dla fanów i że będą oni mieli bezpośredni wpływ na to, co tworzymy, w tym na kampanie, tryby gry, a nawet na to, które platformy po PC będziemy wspierać; kolejne kampanie są odblokowywane w miarę osiągania celów finansowania gry. Najwyższe poziomy wsparcia pozwalają sponsorom wybrać, która kampania zostanie dodana jako następna.
Podczas targów E3 w 2018 roku firma Microsoft potwierdziła, że gra zostanie wydana na konsolę Xbox i będzie częścią programu Xbox Game Preview. Pierwszy publiczny test gry odbył się w kwietniu 2020 roku na platformie PC. W październiku tego samego roku Microsoft ogłosił, że Enlisted będzie częścią premierowej wersji Xbox Series X/S oraz tytułem ekskluzywnym dla tej konsoli. W listopadzie 2020 roku do gry dodano oświetlenie globalne z wykorzystaniem ray tracingu oraz technologię DLSS.
2 marca 2021 roku uruchomiono zamkniętą wersję beta na PlayStation 5. 20 maja 2021 roku kampania w Berlinie została częściowo udostępniona w publicznych testach beta, a po niej kampania tunezyjska. Firma Nvidia potwierdziła wydanie gry na PC. 8 kwietnia 2021 roku gra została wydana na PC w ramach otwartego testu beta. 4 października 2021 roku Enlisted ukazało się na PlayStation 4 i Xbox One, aczkolwiek tylko z kampaniami w Moskwie, Normandii i Tunezji. Wszystkie sześć kampanii zostało od tego czasu wydanych na wszystkich platformach. W grudniu 2023 roku nastąpiło ich połączenie dla wszystkich graczy. 28 marca 2024 roku na Steamie ukazała się również wersja Enlisted: Reinforced, według wpisu na blogu twórców symbolizująca ostatnie ogromne zmiany w grze i to, jak daleko zaszła społeczność i «Enlisted» od jej pierwotnego wydania. Gra była dostępna we wczesnym dostępie przez około 16–18 godzin, po czym sprzedaż na Steamie została wstrzymana, a w Aktualnościach Steam pojawił się wpis informujący o niezoptymalizowanym systemie back-end i szeregu problemów z błędami. 16 lipca 2024 roku gra została ponownie udostępniona na Steamie za darmo, po prostu jako Enlisted, z nowymi aktualizacjami poprawiającymi m.in. jeden z największych problemów gry od samego początku: łączenie kont. Ograniczenia techniczne i aktualizacje sprawią, że będzie to „funkcja tymczasowa”, ale celem twórców jest utrzymanie jej jak najdłużej.

## Odbiór
Gra Enlisted otrzymała mocno zróżnicowane recenzje. Portal XboxEra przyznał Enlisted ocenę 5/10, twierdząc, że najlepsze elementy gry są przeciętne, a najgorsze naprawdę okropne. Pochwalono dobry model strzelania, ale skrytykowano niewygodne sterowanie, generyczną ścieżkę dźwiękową i słabą wydajność gry. Ostrej krytyce poddano powolny system progresji gracza, w którym każdy przedmiot musi zostać zakupiony osobno dla każdego żołnierza w każdej drużynie, który według XboxEra jest klasycznym „pay-to-win”.
Recenzent strony Penny Arcade pochwalił Enlisted, nazywając grę absolutną rewelacją i najlepszą strzelanką w realiach II wojny światowej, chwaląc potyczki w stylu «Matrixa», w których gracz może zginąć, by odzyskać życie w innym ciele.
GLN przyznał Enlisted ocenę 7,8/10, stwierdzając, że grafika gry jest szczegółowa i realistyczna, a gra robi wrażenie, ponieważ oferuje wciągające wrażenia z rozgrywki. GLN pochwalił projekt poziomów, ale skrytykował system dobierania graczy, animacje oraz liczne błędy i usterki.